# Metriopelma breyeri
Metriopelma breyeri är en spindelart som först beskrevs av Becker 1878.  Metriopelma breyeri ingår i släktet Metriopelma och familjen fågelspindlar. Inga underarter finns listade i Catalogue of Life.